# Ткачов Сергій Петрович
Сергій Петрович Ткачов (10 листопада 1922, село Чучуновка Брянського повіту, тепер Брянської області, Російська Федерація — 28 березня 2022) — радянський і російський художник, педагог, професор, голова Правління Спілки художників РРФСР. Член Центральної Ревізійної Комісії КПРС у 1986—1990 роках. Депутат Верховної ради РРФСР 10—11-го скликань. Народний художник СРСР (1983). Академік Академії мистецтв СРСР (1978; член-кореспондент з 1973).

## Життєпис
У 1938—1939 роках — учень Вітебського художнього училища. Перемігши на Всесоюзному конкурсі малюнка, в 1939 році був прийнятий без іспитів в Московську середню художню школу для творчо обдарованих дітей.
З 1941 по 1945 рік — у Червоній армії, учасник німецько-радянської війни.
У 1946—1952 роках — студент Московського державного художнього інституту імені Сурікова (майстерня народного художника СРСР, академіка С. В. Герасимова).
Член ВКП(б) з 1950 року.
З 1952 року — на творчій роботі в Мінську та Московській області. З 1953 року — член Спілки художників СРСР.
У 1968—1976 роках — секретар правління Спілки художників РРФСР.
У 1976—1987 роках — голова правління Спілки художників РРФСР.
Одночасно з 1977 року — секретар правління Спілки художників СРСР. З 1987 року — секретар правління Спілки художників РРФСР.
Потім — на творчій роботі в Москві.

## Основні твори
- «Дітвора» (1957—1960, Державний Російський музей)
- «Рідна земля. Переможці» (1968)
- «Дорогий гість» (1968)
- «У колгосп» (1970)
- «Хліб республіки» (1970)
- «Весілля» (1972)
- «В партизанському краї» (1975)
- «Пора сінокісна» (1976)
- «Околиця» (1977—1980)
- «На рідній землі» (1978—1980)
- «Пора журавлина» (1983)
- «Молода родина» (1983—1984)
- «Вишивальниці прапорів» (1984—1987)
- «Російське поле. Лихоліття» (1986—1998)
- «Безпритульні» (1988—1998),
- «Дзвони Росії» (1990)
- «Старики» (1991)
- «Доля ветерана» (1994—1995)
- «Діти війни»

## Нагороди і звання
- орден Трудового Червоного Прапора
- орден «Знак Пошани»
- орден Вітчизняної війни ІІ ст. (1985)
- орден Дружби народів (23.04.1993)
- орден «За заслуги перед Вітчизною» ІІІ ст. (Російська Федерація) (10.10.2007)
- орден «За заслуги перед Вітчизною» IV ст. (Російська Федерація) (13.10.1998)
- медаль «За відвагу»
- медаль «За бойові заслуги»
- золота і срібна медалі Академії мистецтв СРСР
- золота медаль імені М. Б. Грекова
- срібна медаль Міністерства культури СРСР
- медалі
- Народний художник СРСР (6.05.1983)
- Народний художник РРФСР (16.09.1974)
- Заслужений художник РРФСР (14.02.1963)
- Заслужений діяч мистецтв РРФСР (22.10.1970)
- Державна премія СРСР (1978)
- Державна премія РРФСР імені І. Ю. Рєпіна (1968)
- Премія Уряду Російської Федерації (2006)